# Maria Carmela Lico
Maria Carmela Lico o Licco (1927–1985) fue una fisióloga nacida en Italia y nacionalizada brasileña. 

## Carrera
María pasó la mayor parte de su carrera realizando investigaciones en fisiología, estudiando los mecanismos neurales del dolor en el Departamento de Fisiología de la Facultad de Medicina de Ribeirão Preto (Brasil). Lico produjo importantes conocimientos sobre el control descendente de la nocicepción por estructuras límbicas, especialmente en los núcleos septales.
Maria Carmela se interesó por la neurociencia conductual desde sus estudios de pregrado. Mientras que su investigación de doctorado se centró principalmente en la neuroendocrinología y el control cardíaco -su primer artículo fue sobre un método para la canulación aórtica permanente en sapos- pronto hizo equipo con el fisiólogo Miguel Rolando Covian en el campo de la neurofisiología. Como la mayoría de los investigadores bajo la dirección de Covian, a Lico le interesaban una amplia variedad de temas, y se ha dicho que su biblioteca personal -compuesta principalmente por libros de ficción y de arte- atestiguaba esta observación. Junto con Venâncio Pereira Leite y Ricardo Francisco Marseillan, Lico dedicó la mayor parte de su tiempo a producir manualmente electrodos, cánulas y otros equipos necesarios para la implementación de nuevas técnicas.

### Fallecimiento
Lico falleció de cáncer en 1985. En el momento de su muerte se desempeñaba como profesora de la Facultad de Medicina de Ribeirão Preto de la Universidad de São Paulo.